# 무기명주식
무기명주식(無記名株式, 독일어: Inhaberaktie)이란 주주명부나 주권에도 주주의 성명이 공시되고 있지 않은 주식을 말한다. 그러므로 그 주권을 점유하는 자가 주주의 자격을 인정받게 되는 것이다. 이 점은 기명주식의 경우도 같게 되었다. 이전 대한민국 상법은 기명주식의 발행을 원칙으로 하고 무기명주식은 정관에서 그 발행을 예정하고 있는 때에 한하여 발행할 수 있었다.(대한민국 상법 제357조 1항) 그러나 2014년 5월 20일 개정으로 무기명주식 제도가 폐지됨에 따라 대한민국 상법에 따른 주식회사는 더 이상 무기명주식을 발행할 수 없게 되었다. 무기명주식 회사가 정관에 위반하여 무기명주식을 발행한 때에는 그 발행의 근거가 없다는 이유로 그 발행은 무효라는 설도 있으나, 정관에 위반하여 무기명주식을 발행한 경우에도 거래의 안전을 위하여 그 발행은 유효하다고 본다.

## 같이 보기
- 주식
- 기명주식